# Nancy Baumann

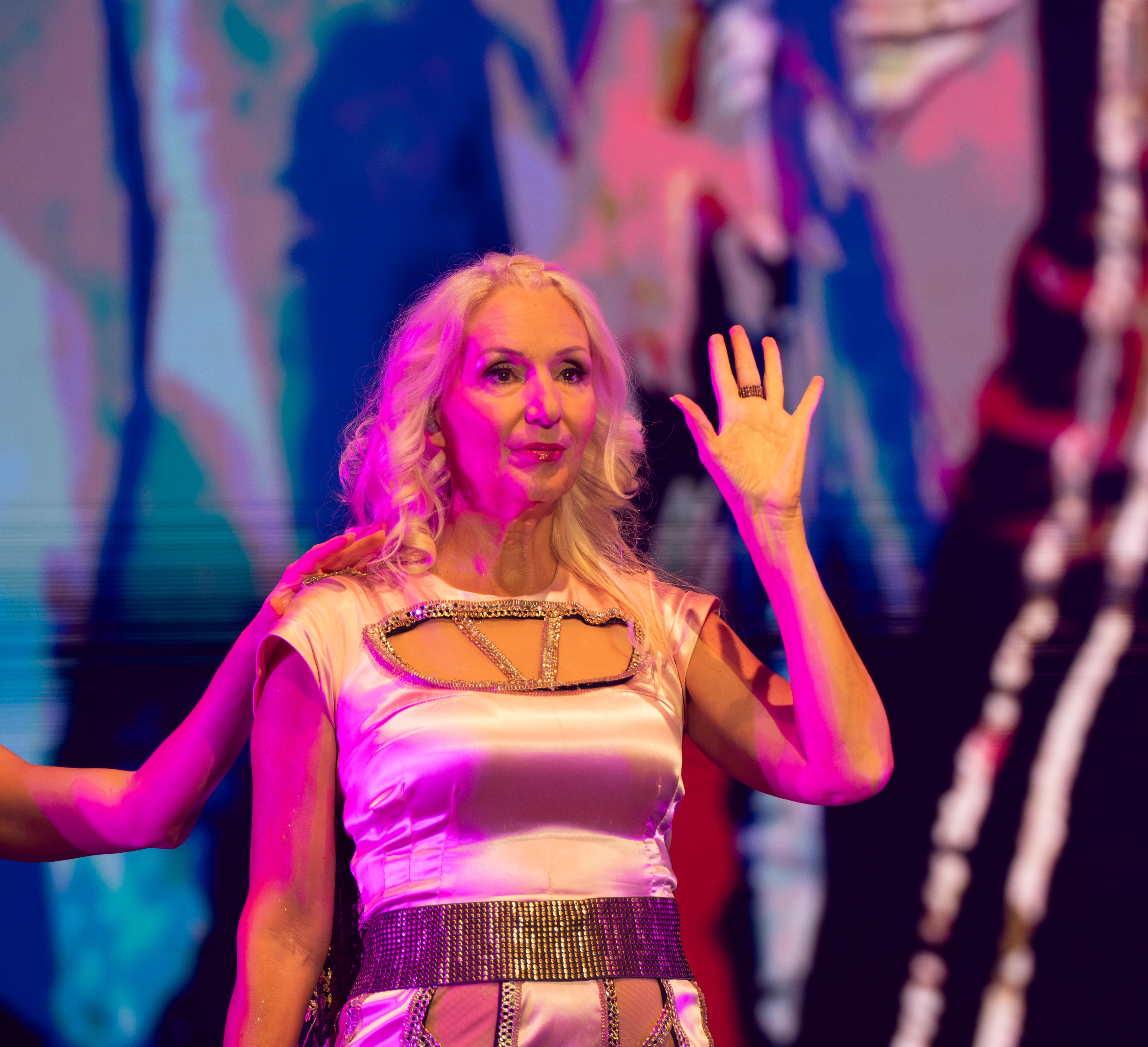
Nancy Baumann in Gdańsk (November 2024)

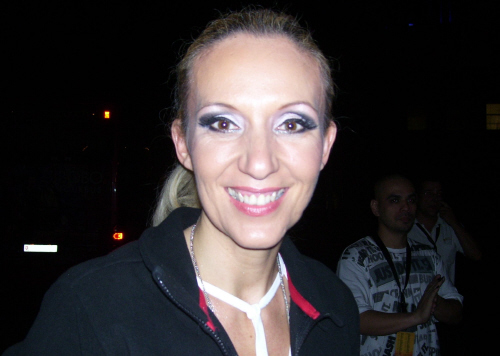
Nancy Baumann, nach einem Konzert der Vampires-Alive-Tour am 28. Mai 2008 in der Messehalle Erfurt

Nancy Baumann, geboren als Nancy Rentzsch (* 23. November 1970 in München) ist eine heute in der Schweiz lebende Sängerin, Tänzerin und Kostümbildnerin. Sie war unter anderem bei den Gruppen Haddaway und 3-o-Matic. Seit 2001 ist sie mit DJ BoBo verheiratet.

## Werdegang

### Kindheit und Jugend
Während ihrer Schulzeit absolvierte Nancy unterschiedliche Kurse, um eine Musicalausbildung abschliessen zu können. Diese beinhalteten Ballett, Jazz, Step, Schauspiel und Gesang. Im Alter von 12 Jahren wurde sie von 2000 Bewerberinnen als eine von nur zwei ausgewählten Balletttänzerinnen bei der Ballettrealschule der Heinz-Bosl-Stiftung angenommen. Mit 16 Jahren konnte sie sich gegen 300 Mitbewerberinnen durchsetzen und eine Rolle beim Elvismusical in München bekommen.

### Die ersten Erfolge
Nach ihrer Ausbildung arbeitete sie für das Fernseh-Ballett „Preston Phillips Dancers“, bei Fashionshows als Model und auch im TV bekam sie kleinere Nebenrollen, in Serien wie Anna, Tatort und Der Alte.

### Ihr Aufstieg ins Musikgeschäft
Im Jahre 1993 machte sie ihre ersten pop-musikalischen Erfahrungen als Backgroundsängerin und Tänzerin von Haddaway. Bei einem Mega Dance Festival lernte sie DJ BoBo kennen, seit Januar 1995 ist sie fester Bestandteil seiner Band.
Währenddessen war sie ein Teil der Musikband 3-o-Matic, die mit den Titeln Success, Hand in Hand und All I Want Is You internationale Erfolge erzielte. Danach folgte die Band 2 for Good mit den beiden Titeln You and Me und I’ll be waiting for you. 1998 startete Nancy mit Enflame ihre Solokarriere. Songs wie Hold on to your dream und Listen to your heart stammen aus dieser Zeit. Ihr Solo-Projekt war allerdings wenig erfolgreich.

## Diskografie

### 3-o-Matic
| Jahr | Titel             | Höchstplatzierung, Gesamtwochen, AuszeichnungChartplatzierungen (Jahr, Titel, Platzierungen, Wochen, Auszeichnungen, Anmerkungen) | Höchstplatzierung, Gesamtwochen, AuszeichnungChartplatzierungen (Jahr, Titel, Platzierungen, Wochen, Auszeichnungen, Anmerkungen) | Anmerkungen |
| Jahr | Titel             | DE | CH | Anmerkungen |
| ---- | ----------------- | --- | --- | ----------- |
| 1994 | Success           | DE24 (15 Wo.)DE | CH42 (2 Wo.)CH |             |
| 1995 | Hand in Hand      | DE46 (4 Wo.)DE | CH39 (3 Wo.)CH |             |
| 1995 | All I Want Is You | DE100 (2 Wo.)DE | — |             |

### 2 for Good
Die Nachfolgeband von 3-o-Matic bestand neben Nancy Baumann noch aus dem ehemaligen 3-o-Matic-Mitglied Tanja Geuder. Sie traten unter anderen auf der „World in Motion“-Tour von DJ Bobo als Supportact auf, der auch ihre Lieder You and me und I’ll be waiting for you mitproduzierte.
| Jahr | Titel      | Höchstplatzierung, Gesamtwochen, AuszeichnungChartsChartplatzierungen (Jahr, Titel, Platzierungen, Wochen, Auszeichnungen, Anmerkungen) | Anmerkungen |
| Jahr | Titel      | AT | Anmerkungen |
| ---- | ---------- | --- | ----------- |
| 1997 | You and Me | AT40 (1 Wo.)AT |             |

Weitere Singles
- 1997: I’ll be waiting for you

### Enflame
Enflame hiess 1998 ihr Soloprojekt, das wie bei 2 for Good nur zwei Songs überstehen sollte. Die erste Single nahm sie mit der Masterboy-Sängerin Trixi auf. Die zweite Single wurde mit der Sängerin Christiane „Chrissi“ Eiben (zuvor zeitweise Loft) aufgenommen. Beide Singles erreichten die Top 100 Charts nicht.
Singles
- 1998: Hold on to your Dream (feat. Trixi)
- 1998: Listen to your Heart (feat. Chrissi)

## Familie
Seit dem 9. August 2001 ist sie mit DJ BoBo alias René Baumann verheiratet und hat mit ihm zwei Kinder. Die Familie lebt zusammen in Kastanienbaum in der Schweiz.